# Лорі (птах)
Лорі (Lorius) — рід папуг підродини лорійних (Lorini) родини Psittaculidae. Містить 6 видів. Представники роду поширені в Новій Гвінеї, на Молуккських та Соломонових островах.

## Опис
Вони мають характерне червоне оперення з різною кількістю блакитного (і в деяких жовтого і білого) кольору, зелені крила і в усіх видів, крім одного, чорне тім'я. Дзьоби помаранчеві, лапки сірі. З довжиною тіла до 25-30 см і середньою вагою від 132—190 г представники цього роду, як правило, є найбільшими з підродини Loriinae.

## Види
- Лорі жовтоплечий (Lorius garrulus)
- Лорі соломонський (Lorius chlorocercus)
- Лорі трибарвний (Lorius lory)
- Лорі пурпуровочеревий (Lorius hypoinochrous)
- Лорі новоірландський (Lorius albidinucha)
- Лорі серамський (Lorius domicella)